# The Gashlycrumb Tinies
The Gashlycrumb Tinies – ilustrowana książka Edwarda Goreya, opublikowana po raz pierwszy w 1963 roku; składa się z rysunków z krótkimi kupletami daktylicznymi, w których kolejne postaci, dzieci, o imionach zaczynających się na kolejne litery alfabetu, giną na różne sposoby. Okładka przedstawia Śmierć jako niańkę wszystkich tych dzieci.
Książka, podobnie jak inne prace Goreya, charakteryzuje się czarnym i dziwacznym humorem, balansującym między makabrą a nonsensem, i niezwykle starannym rysunkiem (panele z niej były pokazywane także na wystawie prac graficznych artysty w Boston Athenaeum). Zarówno jeśli chodzi o rodzaj humoru, jak i rysunek, kontynuuje ona tradycje takich artystów jak Hilaire Belloc i Edward Lear, przewyższając zresztą Belloca poziomem horroru. James W. Green określił ją jako najprzewrotniej zabawną wśród współczesnych ars moriendi.
Z okazji 88. urodzin artysty Christian Science Monitor przypomniał tę książkę wśród "pięciu dzieł Goreya, które każdy powinien przeczytać", a prace Goreya jako inspirację dla m.in. Tima Burtona i serii Lemony Snicket.
Polski przekład pt. Cmentarzyk ukazał się w zbiorze Osobliwy Gość i inne utwory (Znak, 2011), w przekładzie Michała Rusinka.